# Invasión soviética de Sinkiang
La invasión soviética de Sinkiang fue una campaña militar de la Unión Soviética en la región del noroeste chino de Sinkiang en 1934. Las fuerzas rusas blancas asistieron al Ejército Rojo soviético.[cita requerida]

## Antecedentes
En 1934, las tropas de Ma Zhongying, apoyadas por el gobierno del Kuomintang de la República de China, estaban a punto de derrotar al caudillo prosoviético Sheng Shicai durante la batalla de Urumqi en la rebelión kumul.
Ma Zhongying, un hui (musulmán chino), había asistido anteriormente a la Academia Militar de Whampoa en Nankín en 1929, cuando era dirigida por Chiang Kai-shek, quien también era el jefe del Kuomintang y líder de China.
Ma Zhongying luego fue enviado de regreso a Gansu después de graduarse de la academia y combatió en la Rebelión Kumul donde, con el apoyo tácito del gobierno chino del Kuomintang, trató de derrocar al gobierno provincial prosoviético liderado primero por el gobernador Jin Shuren y luego Sheng Shicai. Ma invadió Sinkiang en apoyo de los leales del Kanato de Kumul y recibió la aprobación oficial y la designación del Kuomintang como la 36.ª División.
A finales de 1933, el comandante provincial de Han, el general Zhang Peiyuan, y su ejército desertaron del lado del gobierno provincial al lado de Ma Zhongying y se unieron a él en la guerra contra el gobierno provincial de Jin Shuren.

## Invasión soviética de China
En 1934, dos brigadas de aproximadamente 7.000 soldados soviéticos del OGPU, respaldados por tanques, aviones y artillería con gas mostaza, cruzaron la frontera para ayudar a Sheng Shicai a obtener el control de Xinjiang. Las brigadas fueron nombradas Altayiiskii y Tarbakhataiskii. El ejército manchú de Sheng estaba siendo severamente golpeado por una alianza del ejército chino han liderado por el general Zhang Peiyuan y la 36.ª División dirigida por Ma Zhongying. Ma luchó bajo la bandera del gobierno del Kuomintang. La fuerza conjunta rusa blanco-soviética se llamaba Los Voluntarios de Altai. Los soldados soviéticos vestían uniformes sin marcas y se camuflaron entre los rusos blancos.
A pesar de sus primeros éxitos, las fuerzas de Zhang fueron superadas en Kulja y Chuguchak, y se suicidó después de la batalla del Paso de Muzart para evitar su captura.
A pesar de que los soviéticos eran superiores a la 36.ª División tanto en mano de obra como en tecnología, fueron retenidos durante semanas y sufrieron graves bajas. La 36.ª División logró detener a las fuerzas soviéticas de suministrar a Sheng equipo militar. Las tropas musulmanas chinas dirigidas por Ma Shih-ming lograron contener a las fuerzas superiores del Ejército Rojo armadas con ametralladoras, tanques y aviones durante unos 30 días.
Cuando las noticias de que las fuerzas chinas habían derrotado a los soviéticos llegaron a los prisioneros chinos en Ürümqi, se informó que celebraron con júbilo en sus celdas.
Ma Hushan, comandante de división adjunto de la 36.ª División, se hizo conocido por las victorias sobre las fuerzas rusas durante la invasión.

En este punto, Chiang Kai-shek estaba listo para enviar a Huang Shaohong y su fuerza expedicionaria que reunió para ayudar a Ma Zhongying contra Sheng, pero cuando Chiang se enteró de la invasión soviética, decidió retirarse para evitar un incidente internacional si sus tropas se enfrentaban directamente a los soviéticos.
Los Russ (ians) trajeron los fiji (aviones) y nos bombardearon y nos gasearon, informó Ma Hsi Jung (Ma Hushan) sobre la guerra.

### Batalla de Tutung
Artículo principal: Batalla de Tutung
En 1934, dos brigadas soviéticas del OGPU, formadas por unos 7.000 soldados respaldados por tanques, aviones y artillería, atacaron la 36.ª División cerca de Tutung. La batalla se prolongó durante varias semanas a lo largo del congelado río Tutung. Las tropas de la 36.ª División, camufladas con pieles de oveja en la nieve, asaltaron puestos de ametralladoras soviéticas con espadas para derrotar un ataque de tenazas soviéticas. Aviones soviéticos bombardearon la 36.ª División con gas mostaza. Ambas partes sufrieron grandes bajas, antes de que Ma Zhongying ordenara que la 36.ª División se retirara.

### Batalla de Dawan Cheng
Artículo principal: Batalla de Dawan Cheng
Ma Zhongying fue perseguido por una mezcla de fuerzas blancas rusas, mongolas y colaboracionistas chinas. Mientras retiraba sus fuerzas, Ma Zhongying encontró una columna de vehículos blindados soviéticos de unos cientos de soldados cerca de Dawan Cheng. La 36.ª División eliminó casi toda la columna, después de enfrentarse a los soviéticos en un feroz combate cuerpo a cuerpo y derribar los destrozados coches blindados rusos por la montaña. Cuando apareció una fuerza rusa blanca, Ma Zhongying se retiró.
Durante la batalla de Dawan Cheng, Ma Zhongying intentó por última vez retomar la iniciativa de las tropas soviéticas invasoras. Sus hombres cavaron trincheras en un estrecho paso de montaña y bloquearon el avance de las tropas soviéticas durante semanas. Sin embargo, los bombardeos aéreos de gas mostaza en sus posiciones, que afectaron a aproximadamente el 20% de sus tropas, lo obligaron a retirar sus fuerzas a fines de febrero de 1934 de Dawan Cheng a Turpan.

### Finalización de las operaciones
Durante la retirada de Ma Zhongying, él y 40 de sus tropas musulmanas chinas, totalmente armadas, secuestraron camiones a punta de pistola de Sven Hedin, que estaba en una expedición del gobierno del KMT. Cuando Hedin le mostró sus pasaportes de Nankín, los hombres de Ma Zhongying, que técnicamente estaban bajo el mando de Nankín, respondieron diciendo: "Esto no tiene nada que ver con Nanking. Hay una guerra aquí, y no hay pasaportes válidos en tiempos de guerra".
Las fuerzas musulmanas chinas también le recordaron a Hedin que, dado que también estaban sirviendo a Nankín, los camiones deberían estar bajo su mando. Chang, que estaba al servicio del general Ma Chung-ping, uno de los generales subordinados de Ma Zhongying, explicó: "¡Los asuntos militares están por encima de todo! Nada puede interferir con ellos. Nanking no cuenta para nada en una guerra en Sinkiang. Para el caso, también estamos bajo Nanking, y debería ser de su interés y el de Nanking ayudarnos".
Hedin y su partido fueron detenidos en Korla por las fuerzas soviéticas y rusas blancas. Hedin conoció personalmente al general Volgin. Los mongoles Torgut y los rusos blancos sirvieron bajo las fuerzas soviéticas y se unieron a ellos para ocupar numerosas ciudades.
Los rusos blancos primero avanzaron desde Davan-ch'eng y luego a Korla a través de Toqsun y Qara-Shahr. Los Torgut y el ejército ruso marcharon a Korla el 16 de marzo. Los cosacos rusos fueron vistos sirviendo en las fuerzas soviéticas. Ma Zhongying había advertido a Sven Hedin que evitara a Dawan Cheng debido a la batalla entre las fuerzas musulmanas chinas y rusas.
El general Volgin luego se reunió con Hedin y comenzó a atacar verbalmente a Ma Zhongying diciendo: "El general Ma es odiado y maltratado en todas partes, y ha convertido a Sinkiang en un desierto. Pero es valiente y enérgico y no se asusta ante nada. No tiene miedo de cualquier cosa, ya sean aviones o números superiores. Pero ahora ha comenzado una nueva era para Sinkiang. Ahora habrá orden, paz y seguridad en esta provincia. El general Sheng Shih-ts'ai organizará la administración y pondrá todo en orden. sus piernas de nuevo".
El ejército en retirada del general Ma Zhongying a menudo secuestraba camiones para ayudarlos en su retirada. Volgin señaló que Ma Zhongying a menudo destruía camiones rusos durante la batalla. Un ruso blanco informó a Sven Hedin que "hemos venido aquí desde Qara-Shahr todo el día, tropa tras tropa. Hoy llegaron dos mil rusos, mitad blancos, mitad rojos. Hay mil Torguts aquí, y dos mil tropas de soldados. todos los brazos se han dirigido directamente a Kucha para atacar a Ma Chung-ying sin tocar a Korla. La mayoría de los dos mil que están en Korla ahora continuarán hacia el oeste mañana. Éramos cinco mil cuando partimos de Urumchi".
Cuando el ruso blanco comenzó a jactarse de lo que había hecho su ejército, Sven Hedin concluyó que el ruso estaba mintiendo, dando como ejemplo de estas mentiras el número exagerado de camiones del ruso blanco que usaban.
Según los informes, los soldados mongoles maltrataron a la gente de Korla.
Hedin se encontró con otros dos oficiales rusos blancos que servían bajo los soviéticos, el coronel Proshkukarov y el general Bekteev, quienes exigieron una explicación de por qué los camiones de Hedin estaban al servicio de las fuerzas de Ma Zhongying.
Antes de que el propio Ma Zhongying se retirara de la línea del frente, envió una guardia avanzada de 800 tropas bajo el mando del general Ma Fu-yuan para derrotar a las fuerzas uigures de Hoya-Niyaz, que estaban armadas con armas suministradas por la URSS, y para ayudar a Ma Zhancang en La batalla de Kashgar (1934) para destruir la Primera República del Turquestán Oriental. Thomson-Glover declaró que los soviéticos le dieron a Hoya-Niyaz "casi 2.000 fusiles con municiones, unos pocos cientos de bombas y tres ametralladoras". Las fuerzas uigures de Hoya-Niyaz fueron derrotadas por la guardia avanzada en Aksu, y huyó a Kashgar con 1.500 soldados el 13 de enero de 1934. Durante la batalla de Kashgar, él y las fuerzas turcas fracasaron en todos sus ataques para derrotar a las fuerzas musulmanas chinas. atrapado en la ciudad, sufriendo graves bajas. Las 800 tropas musulmanas chinas de Ma Fuyuan, junto con 1.200 reclutas, derrotaron y arrasaron al ejército de Turkestani Oriental de 10.000.
Ma Zhongying y su ejército se retiraron a Kashgar, llegando el 6 de abril de 1934. Las tropas soviéticas de la GPU no avanzaron más allá de Turfan. Ma fue perseguido por las fuerzas provinciales de rusos blancos, mongoles y las tropas chinas de Sheng Shicai desde Manchuria, hasta Aksu, pero la persecución gradualmente disminuyó. Ma llegó al camión secuestrado de Sven Hedin, con la parte final de su ejército, la retaguardia, detrás de la vanguardia. Se informó que sus fuerzas eran superiores en el combate cuerpo a cuerpo, pero los soviéticos continuaron bombardeando sus posiciones.
El general Ma le dijo al consulado británico en Kashgar que inmediatamente necesitaba asistencia contra los rusos, señalando que le debía lealtad al gobierno chino y que tenía la intención de salvar a Xinjiang del control de los rusos. Ma Zhongying consolidó su posición en Maral-Bashi y Fayzabad, estableciendo líneas defensivas contra el ataque soviético / provincial. Ma Hushan dirigió la defensa contra las fuerzas provinciales. Los bombardeos continuaron en Maral-Bashi en junio, Ma Zhongying ordenó a sus fuerzas cambiar de Kashgar a Khotan. Sin embargo, por razones desconocidas, el propio Ma Zhongying cruzó la frontera hacia la Unión Soviética y nunca más se supo de él.

### Equipamiento soviético capturado
La 36.ª División carecía severamente de armas. Los rifles y otros equipos datados alrededor de 1930 fueron confiscados a los soviéticos como botín para aumentar sus propias armas.

## Bajas

### Bajas soviéticas
En Novosibirsk, un hospital para heridos soviéticos por su invasión de Xinjiang fue disfrazado de "hospital para los heridos de la guerra de Manchuria", fue "descubierto" por el reportero del Evening Standard Bosworth Goldman.

La descripción del hospital de Goldman fue:
Los hombres estaban sentados en una sala sombría, muchos de ellos con alguna parte de su cuerpo escondida en vendas; variaban en nacionalidad desde los lapones hasta los mongoles puros... Les pregunté a algunos de ellos dónde habían estado y respondieron que habían estado luchando en el sur de Altai, en cooperación con algunos chinos, contra los 'elementos antisociales'. perturbando el avance de la bandera de la guerra de clases en Sinkiang... Más tarde, otros hombres con los que hablé sobre esta lucha a menudo me dijeron que nunca habían oído hablar de un hospital en Novosibirsk. Por otro lado, un ocupante del que visité me dijo que era "el mejor de los tres".